# Rolando Ugolini
Rolando Ugolini (4 de junio de 1924 - 11 de abril de 2014) fue un futbolista, que jugó como portero en una serie de clubes británicos.
Nacido en Lucca, Italia, Ugolini se trasladó a Escocia a la edad de tres años y se crio en Armadale, donde jugó para el club local, Armadale Thistle. Comenzó su carrera de alto nivel con el Celtic, antes de pasar nueve años en Middlesbrough. Jugó en Wrexham y Dundee United seguido de un último partido con Berwick Rangers.
Rolando murió el 11 de abril de 2014. Tenía 89 años de edad.